# M.video
M.video er en russisk elektronikdetailkæde. Virksomheden er børsnoteret på Moscow Exchange og har hovedkvarter i Moskva.
Den blev etableret i 1993 i Moskva. I dag driver M.video 330 butikker i 144 russiske byer. Desuden drives 38 internetbutikker.